# 송광운
송광운(宋光運, 1953년 8월 3일 ~ )은 대한민국의 정치인이다. 광주 북구청장을 역임했다.

## 학력
- 사창국민학교 졸업
- 광주서중학교 졸업
- 광주제일고등학교 졸업
- 고려대학교 행정학 학사
- 전남대학교 행정대학원 행정학 석사
- 조선대학교 대학원 정치학 박사 수료

## 경력
- 2000 ~ 2001 행정자치부 장관비서실 실장
- 2001 ~ 2002 정부기록보존소 소장
- 2002 ~ 2003 행정자치부 이사관
- 2003 국무총리국무조정실 안전관
- 2003 ~ 2006 전라남도 행정부지사, 관리관
- 2006.7 ~ 제14,15,16대 민선 4,5,6기 광주광역시 북구청장(더불어민주당)

## 역대 선거 결과
|  | 52.74% |

|  | 72.97% |

|  | 67.30% |